# Roger Ortuño Flamerich
Roger Ortuño Flamerich   (Barcelona, octubre 1974) és un publicista i japonòleg català, conegut per ser el fundador i director de ComerJapones.com, un dels web de referència sobre gastronomia japonesa.
El 2003 va començar el blog Comerjapones.com, que amb els anys ha esdevingut una referència en castellà de la matèria. Des del 2012 col·labora amb Ficomic a l'organització de Nihon Ryōri, els tallers i activitats de gastronomia japonesa del Saló del Manga de Barcelona. Així mateix, és sommelier de sake.
La seva tasca divulgativa ha sigut reconeguda per les institucions nipones en diverses ocasions. És un dels pocs occidentals condecorat com a ambaixador de bona voluntat de la gastronomia japonesa (2016) pel govern nipó en reconeixement de la seva extensa tasca divulgativa. També ha rebut el premi del cònsol general del Japó a Barcelona (2015).

## Publicacions
- Oishii. Diccionario ilustrado de gastronomía japonesa (Satori Ediciones, 2019)[1]